# 火警閃燈
火警閃燈，又稱視像警報系統，是一種裝置，通常安裝在建築物中。當該建築物內部的火災警報系統被觸發時，閃燈會開始閃爍，提醒人們該建築物中可能存在的危險情況。火警閃燈通常與聲音警報器結合使用，以提供視覺和聽覺的警告。裝置安裝完成後，一旦建築物火警鐘響起，單位內的火警閃燈會同步閃動，讓住戶（特別是聾人）能夠及時知悉可能發生火災的情況，提高警覺。

## 安裝技術
消防工程師指出，安裝火警閃燈的技術問題不大。只需要在聾人居住的單位內安裝火警閃燈，並將電源及訊息線接駁至相關樓層的警鐘即可。每戶的安裝費用大約為數千港元。

## 香港情況
根據資料，2017年香港共發生約3萬宗火警，其中三分一發生在公屋，這樣的情況嚴重威脅著聾人的生命安全。聾人機構「龍耳」多次向政府申請為聾人住戶安裝火警閃燈，但一直未獲得回應。

### 背景
在2016年某個清晨，香港天水圍天慈邨的一位聾人李國聲居住的單位附近發生火災。當時他正在睡覺，直到妻子拍醒他時才發現事態嚴重。由於他聽不到火警警報器的聲音，直到看到消防車到達才意識到情況的嚴重性。
2017年12月，聾人機構「龍耳」的創辦人邵日贊聯同一群聾人向平等機會委員會投訴，指房屋署沒有為公屋聾人住戶安裝火警閃燈裝置，這涉嫌違反《殘疾歧視條例》。他們認為，缺乏這樣的安全設施可能對他們的生命安全造成威脅，因此呼籲政府儘快改善現狀，為聾人提供更安全的居住環境。
在2018年6月的某個清晨，香港西環觀龍樓的一位聾人居住的單位附近發生火警。當火災警報響起時，她卻懵然不知，還在等待升降機上班。幸好有其他住戶用手語通知她，這位聾人才了解到火警的嚴重性，隨即與其他住客一起逃離現場。
2018年7月，邵日贊聯同時任區議員郭永健，曾到香港政府總部請願，希望政府能協助為聾人住戶安裝火警閃燈。

### 平等機會委員會作出調解
平等機會委員會主席朱敏健表示，有聾人機構向他反映意見，希望房屋署能夠為所有聾人入住的單位安裝火警閃燈，以保障聾人在火警發生時可以及時被知會，迅速逃離現場。其後，委員會與有關部門接觸，積極作出跟進。經過一輪磋商與測試，房屋委員會於2020年3月宣佈會因應租戶的要求，在有聾人入住的公屋單位內免費安裝火警閃燈。

### 安裝進度
房屋委員會表示，已於2018年8月在葵涌區一個公屋單位試行裝設火警閃燈，並對其運作情況進行為期半年的觀察。結果顯示，該系統在各種氣候情況下，包括在炎熱和潮濕的天氣下，都能夠運作可靠和妥善。由於試行計劃成效良好，房屋委員會計劃將在公屋單位內為聾人住戶免費安裝火警閃燈，但須先簽署承諾書。對於租置計劃公屋單位，房屋委員會須獲得所屬業主立案法團的同意，方可接駁火警閃燈到大廈的公共消防系統，然後進行安裝工程。

## 各地情況
以下是部分國家或地區為聾人制定的火警逃生政策︰

### 加拿大
2014年，加拿大安大略省政府修改了《安大略省住屋條例》（Ontario Building Code），自2015年起，新建的所有公營房屋都必須設有具有視覺效果的火警門鐘。此外，安大略省設有殘疾人士資助計劃（Ontario Disability Support Program），為有經濟需要的殘疾人士提供支援，包括安裝閃燈門鐘及床上搖動器（bed shaker），能夠及時通知聾人火警或有人按門鈴的情況。。

### 美國
根據美國法律，所有公共住宅項目都必須提供適用於聾人的火警警報系統，包括閃燈門鐘。申請安裝閃燈門鐘的費用必須由房屋署及市區建造局支付。

### 台灣
根據台灣的法規，聾人可向消防局申請免費安裝火災警報器。這些警報器具有視覺和聽覺效果，能夠通知聾人有火災發生，以便及時逃生。

## 外部連結
- 申唔申請房屋署閃燈火警門鐘好呢? （页面存档备份，存于）